# Thứ Bảy Tuần Thánh

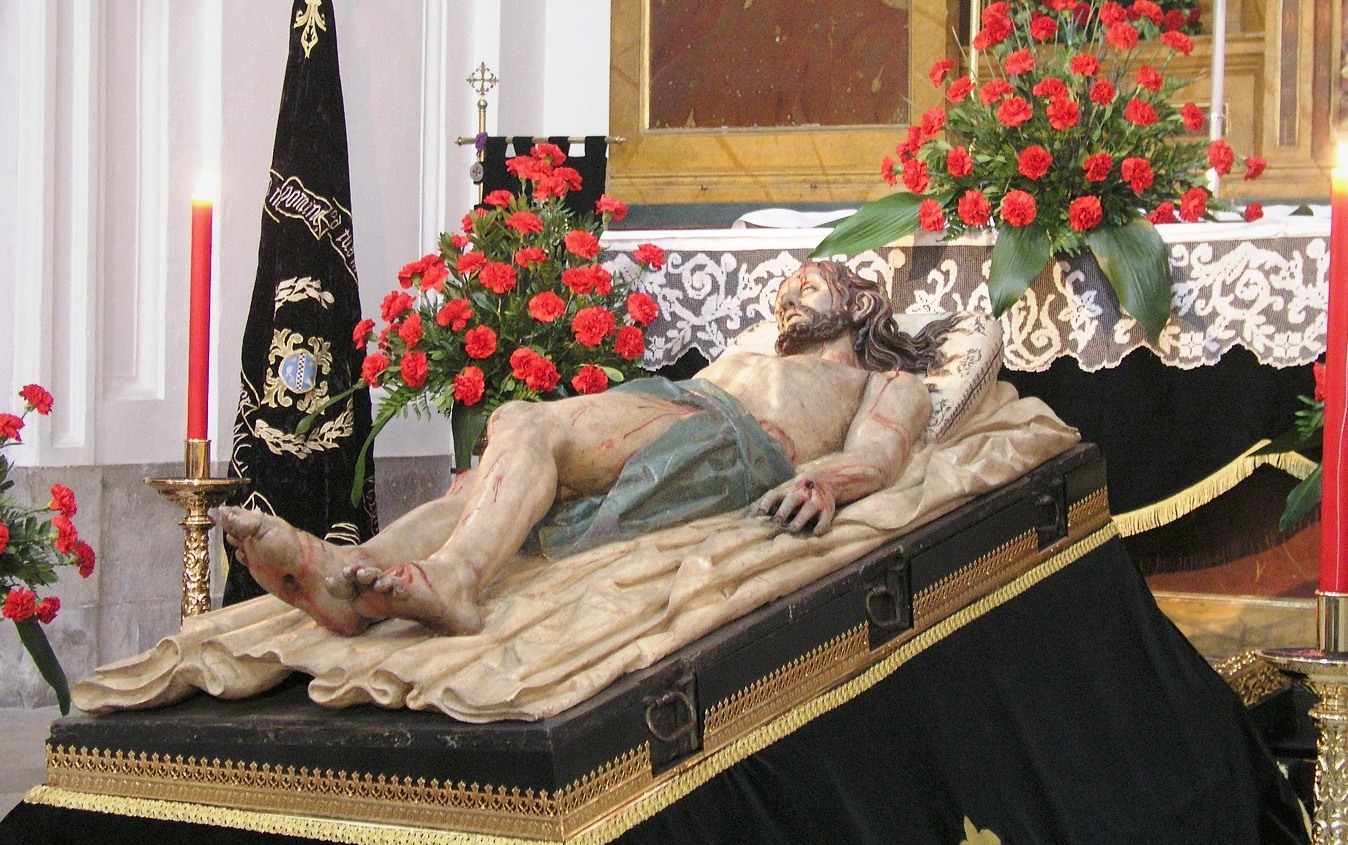
Tượng Chúa Giêsu nằm trong ngôi mộ, của Gregorio Fernández, thế kỷ 17 (lưu trữ tại Tu viện San Joaquín y Santa Ana, Valladolid)

Thứ Bảy Tuần Thánh (tiếng Anh: Holy Saturday) là ngày lễ diễn ra vào tối Thứ Bảy trước Lễ Phục Sinh. Thứ Bảy Tuần Thánh kết thúc cử hành phụng vụ Tam Nhật Thánh và cũng là ngày cuối cùng của Tuần Thánh tiếp nối sau Thứ Sáu Tuần Thánh. Đôi khi được gọi nhầm là Lễ Phục Sinh bởi những nghi lễ long trọng của nó.